# Manophylax omogoensis
Manophylax omogoensis är en nattsländeart som beskrevs av Nishimoto 1997. Manophylax omogoensis ingår i släktet Manophylax och familjen Apataniidae. Inga underarter finns listade i Catalogue of Life.